# زوزن (ولایت)
زوزن؛ یکی از ولایت‌های دوازده‌گانه ربع نیشابور خراسان؛ مرکز این ولایت، زوزن نام داشته است. جغرافیدانان و تاریخنگاران، ولایت زوزن را منطقه‌ای گسترده میان نیشابور و هرات دانسته‌اند که محدثان و شاعران عربی‌سرای بسیاری از آن برخاسته‌اند و به همین خاطر به آنجا لقب «بصره صغیره» یا «بصره کوچک» داده‌اند. ولایت زوزن را در جغرافیای امروز، با بخش جلگه زوزن از توابع شهرستان خواف و حدی از پیرامون آن در استان خراسان رضوی ایران مطابقت داده‌اند.

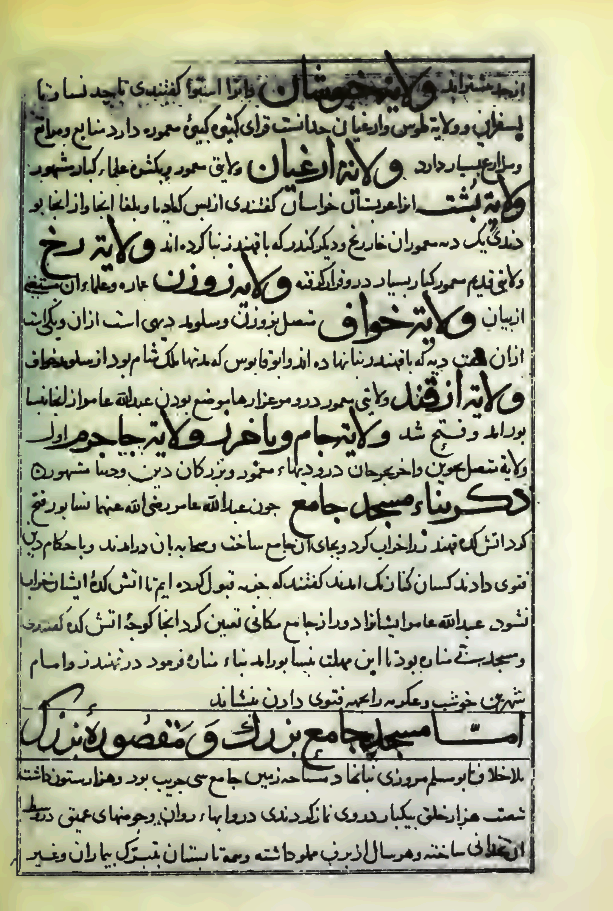
زوزن در میان ولایت‌های ربع نیشابور در صفحه‌ای از نسخه خطی ترجمه کتاب تاریخ نیشابور الحاکم.

## نام‌شناخت
زوزن؛ از ولایت‌های ربع نیشابور؛ یاقوت حموی، از وجود آتشکده‌ای در ناحیه زوزن خبر می‌دهد که علت نامگذاری زوزن نیز به آن وابسته است.

## ولایت زوزن
زوزن، در کتاب تاریخ الحاکم، در شمار ولایت‌های دوازده‌گانه نیشابور، و دربارهٔ آن آمده است: ولایت زوزن، عمارات (عمارت‌ها) و علماء آن مستغنی (بی‌نیاز) از بیان. محمد مقدسی در احسن‌التقاسیم، نیشابور را به دوازده ولایت (بشت، بیهق، کویان (جوین)، جاجرم، اسفراین، استوا، اسفند، جام، باخرز، خواف، زاوه و رخ)، سه خزانه (طوس، نسا، ابیورد)، یک قصر (بوزجان) و یک دار (زوزن) دسته‌بندی نموده و دربارهٔ دار (= خانه، سرای) زوزن نوشته است: دار یا شهرکی بزرگ است در چهل فرسنگی مرکز (نیشابور)، آباد است و پر از جولاهگان و لباده دوزانست. یاقوت حموی، زوزن را کوره (ناحیه) ای وسیع میان هرات و نیشابور معرفی نموده که از توابع نیشابور است. در معجم‌البلدان، شمار قریه‌ها (روستاها) ی این ولایت را صدو بیست و چهار آورده است.

## ویژگی‌ها و مشاهیر
یاقوت حموی، به نقل از بیهقی، زوزن را نام ولایتی دانسته که قصبه (شهر مرکزی) آن به همین نام زوزن است. از شهر زوزن، آثاری هنوز باقی است؛ از جمله مسجدی بسیار کهن احتمالاً قرن ششم هجری. از محصولات ولایت زوزن، به کرباس، ابریشم، روناس، صنعت پشم‌بافی و همچنین به موقعیت خوب تجاری و بازرگانی این منطقه، که با قاین و سلومک و فرجرد ارتباط داشته، اشاره نموده‌اند. عده بسیاری از شاعران و ادیبان عربی‌سرای خراسان، از ناحیه زوزن برخاسته‌اند و به همین دلیل آنجا را «بصره صغیره» یا «بصره کوچک» می‌خوانده‌اند. در تاریخ نیشابور الحاکم، از عالمان و بزرگان منسوب به زوزن، همچون
- ابواسحق ابراهیم بن خلد زوزنی
- ابوعمرو زوزنی کاتب (احمد بن محمد بن ابراهیم)
- ابو یعقوب زوزنی (اسحق بن ابراهیم بن عبدالملک نیشابوری)
- ابوعلی شاعر زوزنی (حمزة بن احمد بن محمد بن حمزه فقیه)
- ابومحمد زوزنی (عبداللخ بن محمد بن ابراهیم نیشابوری)
- ابوسهل وراق زوزنی (محمد بن احمد بن سهل)
- ابوعمرو زوزنی نیشابوری (محمد بن عبدک)، *محمد بن علی بن عبدالله زوزنی
- ابوالعباس زوزنی (محمد بن ولید)
- ابوعمران زوزنی نیشابوری (موسی بن ابراهیم بن سعد)
- ابوالعباس زوزنی (ولید بن احمد بن محمد بن ولید)
- یحیی بن منصور زوزنی یاد شده است.[۶]
- ابوسهلی زوزنی[۷]

در معجم‌البلدان نیز نام سه تن از محدثان و شاعران زوزن اشاره شده است؛
- ابوحنیفه عبدالرحمن بن حسن بن احمد زوزنی
- ولید بن احمد بن محمد بن ولید ابوالعباس زوزنی (متوفی ۳۷۶ق)
- ابونصر احمد بن علی بن ابی‌بکر زوزنی.[۲]

## پانوشت‌ها
1. 1 2  ابوعبدالله حاکم نیشابوری (۱۳۷۵)، تاریخ نیشابور، ترجمهٔ محمد بن حسین خلیفه نیشابوری، با مقدمه و تصحیح و تعلیقات محمدرضا شفیعی کدکنی، تهران: آگه، ص. ص ۲۱۶
2. 1 2 3 4 5  شهاب‌الدین ابی عبدالله یاقوت حموی (۱۹۷۷)، معجم‌البلدان، بیروت: دارصادر، ص. ج۳، ص۱۵۸
3. ↑  ابوعبدالله محمد بن احمد مقدسی (۱۳۶۱)، احسن التقاسیم فی معرفة الاقالیم، ترجمهٔ علینقی منزوی، تهران: شرکت مؤلفان و مترجمان ایران، ص. ج۲، ص۴۳۶، ۴۷۰
4. 1 2  ابوعبدالله حاکم نیشابوری (۱۳۷۵)، تاریخ نیشابور، ترجمهٔ محمد بن حسین خلیفه نیشابوری، با مقدمه و تصحیح و تعلیقات محمدرضا شفیعی کدکنی، تهران: آگه، ص. ص ۲۸۷
5. ↑  علی‌اکبر دهخدا (۱۳۷۷)، لغت‌نامه، تهران: انتشارات دانشگاه تهران، ص. ج۹، ص ۱۳۰۱۵-۱۳۰۱۶
6. ↑  ابوعبدالله حاکم نیشابوری (١٣٧۵)، تاریخ نیشابور، ترجمهٔ محمد بن حسین خلیفه نیشابوری، با مقدمه و تصحیح و تعلیقات محمدرضا شفیعی کدکنی، تهران: آگه، ص. ص ۱۰۷، ۱۵۲، ۱۳۴، ۱۶۰، ۱۳۷، ۱۷۶، ۹۹، ۱۸۴، ۱۸۸، ۱۰۱، ۱۹۱، ۱۰۵
7. ↑  علی‌اکبر دهخدا (١٣٧٧)، لغت‌نامه، تهران: انتشارات دانشگاه تهران، ص. ج۹، ص ۱۳۰۱۵

## فهرست منابع
- «احسن‌التقاسیم فی معرفةالاقالیم»، تألیف ابوعبدالله محمد بن احمد مقدسی، ترجمه علینقی منزوی، تهران: شرکت مؤلفان و مترجمان ایران، ۱۳۶۱.
- «تاریخ نیشابور»، ابوعبدالله حاکم نیشابوری، ترجمه محمد بن حسین خلیفه نیشابوری، با مقدمه و تصحیح و تعلیقات محمدرضا شفیعی کدکنی، تهران: آگه، ۱۳۷۵.
- «معجم‌البلدان»، شهاب‌الدین ابی‌عبدالله یاقوت بن عبدالله الحموی الرومی البغدادی، بیروت: دار صادر، ۱۹۷۷م.
- «لغت‌نامه»، علی‌اکبر دهخدا، انتشارات دانشگاه تهران، ۱۳۷۷.